# Jeffrey Adams
Jeffrey Adams (1955) é um matemático da Universidade de Maryland, que trabalha na representação unitária do Grupo de Lie. Jeffrey também liderou o projeto "Atlas of Lie groups and representations" que calculou os caracteres das representações do  E8. O projeto para calcular as representações do E8 tem sido comparado ao Projeto Genoma Humano. Junto com  Dan Barbasch e  David Vogan escreveu sua monografia sobre a abordagem geométrica de "langlands classification".
Em 2012 se tornou membro da Sociedade Americana de Matemática.